# 伦佐·罗戈
伦佐·罗戈（義大利語：Renzo Rogo，？—），意大利男子击剑、游泳运动员。他曾代表意大利参加1960年和1964年夏季残疾人奥林匹克运动会，获得五枚金牌和二枚铜牌。